# Біоефектор
Біоефектор (англ. bioeffector) — це життєздатний мікроорганізм або активна природна сполука, яка безпосередньо чи опосередковано впливає на продуктивність рослини й у такий спосіб потенційно може зменшити застосування добрив та пестицидів в рослинництві.

## Типи
Біоефектори мають безпосередній або опосередкований вплив на продуктивність рослин через вплив на функціонування або активацію біологічних механізмів, зокрема тих, що перешкоджають взаємодії «ґрунт-рослина-мікроб». На відміну від звичайних добрив та пестицидів, ефективність біоефекторів не ґрунтується на значному безпосередньому надходженні мінеральних поживних речовин рослин, як в неорганічній, так і в органічній формі.
- Продукти, що використовуються:
  - Мікробні залишки,
  - Продукти компостування та бродіння,
  - Екстракти рослин та водоростей.
- Біоефекторні препарати (біоагенти) як готові препарати застосовуються:
  - з метою стимулювання росту рослин (біостимулятори),
  - щоб поліпшити засвоєння поживних речовин рослиною (біодобрива),
  - щоб захистити рослини від патогенних мікроорганізмів та шкідників (засоби біологічного контролю),
  - або загалом, щоб підвищити врожайність; вони можуть містити один або кілька біоефекторів разом з іншими речовинами[3].
- Добре зарекомендували себе біоефектори з задокументованими позитивними результатами на польовому рівні:
  - штами бульбочкових бактерій для інокуляції ґрунту або насіння як передумова симбіотичної азотфіксації під час впровадження нових бобових видів або сортів;
  - позитивні ефекти інокуляції мікоризою для ґрунтів з (тимчасово) низьким потенціалом природної мікоризації коренів;
  - достатня мікоризація посилює поглинання поживних речовин (Р) та води та підвищує стійкість до патогенних грибів.
- Подальші механізми позитивного впливу біоефекторів на ріст рослин, що постулюються — обіцяють високий потенціал для збереження ресурсів через зменшення використання добрив та пестицидів:
  - активна мобілізація поживних речовин через виділення кислот і карбоксилатів (наприклад, Р-мобілізація),
  - виділення сидерофорів/хелатів, які мобілізують мікроелементи (наприклад, Fe3+),
  - відновлення мікроелементів з менш розчинних окиснених у високорозчинні відновлені форми (наприклад, Fe3+ до Fe2+, Mn4+ до Mn2+),
  - асоціативна/несимбіотична азотфіксація, захисний антагонізм до рослинних патогенів,
  - підсилення мікоризної інфекції та росту та стимулювання гормональних ефектів.

## Дослідження та публічне поширення
Під акронімом Біоефектор Європейський Союз підтримує дослідження біоефекторів під керівництвом Гоенгаймського університету.